# 阿普頓 (肯塔基州)
阿普頓（英語：Upton）是一個位於美國肯塔基州哈丁縣和拉魯縣的城市。

## 地方資料
根據2020年美國人口普查的數據，阿普頓的面積為3.53平方千米，當中陸地面積為3.52平方千米，而水域面積為0.01平方千米。當地共有人口704人，而人口密度為每平方千米199.43人。